# 邓天一
邓天一（1886年—1930年），原名邓峻德，山东广饶人，中国同盟会会员，1930年被韩复榘枪杀于济南。

## 生平
清光绪十二年（1886年），邓天一出生于今山东省广饶县大王镇邓家村。光绪三十三年（1907年），加入中国同盟会。
1911年辛亥革命爆发后，邓天一在济南、青岛、青州、潍县、诸城等地组织发展革命力量。1912年，邓天一参与攻占诸城，驱逐乐安县官吏董大年，建立中国同盟会乐安分会等活动。1915年，邓天一赴上海参加肇和舰起义。1916年5月，邓天一率护国军攻下周村，又率队赴济南夜袭军署，迫使山东督军靳云鹏出逃。

## 备注
1. ↑  广饶县旧称